# Back to Front (Caravan)
Back to Front is het zestiende album van de Britse progressieve rockband Caravan.

## Tracklist
1. Back to Herne Bay Front – 5:47 (Richard Sinclair)
2. Bet You Wanna Take It All – Pye Hastings (Pye Hastings) / Hold On Hold On
3. A.A. Man – 4:55 (Richard Sinclair)
4. Videos of Hollywood – 5:03 (David Sinclair /J.Murphy)
5. Sally Don't Change It – 4:04 (David Sinclair)
6. All Aboard – 4:06 (Pye Hastings)
7. Taken My Breath Away – 4:52 (Pye Hastings)
8. Proper Job / Back to Front – 8:18 (David Sinclair)

## Bezetting
- Pye Hastings – zang, gitaar
- Richard Coughlan – drums
- David Sinclair – keyboards
- Richard Sinclair – basgitaar, zang

Gastoptreden van:
- Mel Collins – saxofoon